# Penjo Penew

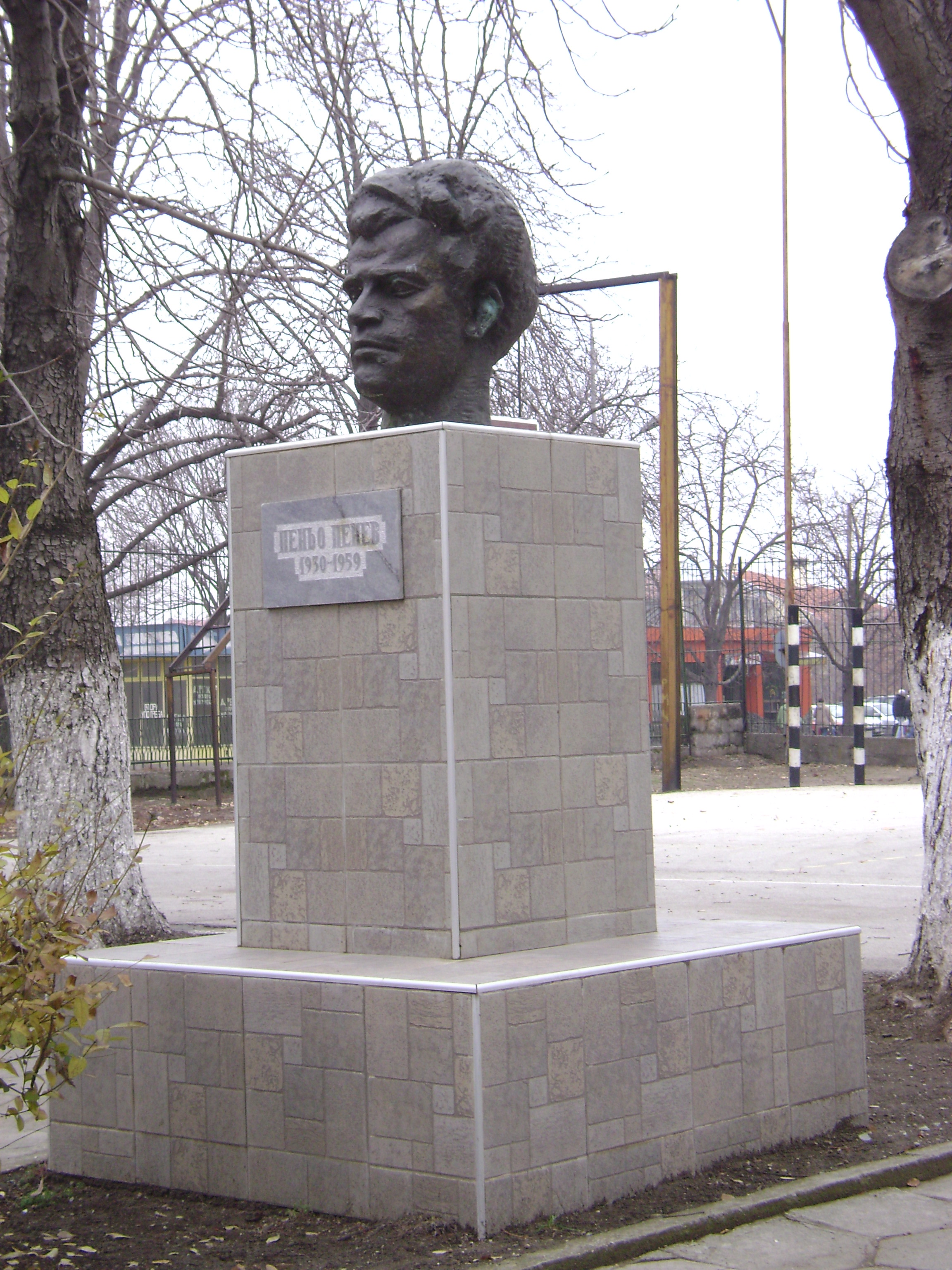
Denkmal für Penjo Penew

Penjo Penew, eigentlich Penjo Penew Mitew (bulgarisch Пеньо Пенев; * 7. Mai 1930 in Dobromirka; † 27. April 1959 in Dimitrowgrad) war ein bulgarischer Dichter.

## Leben
Penew ging 1949 in das kurz zuvor als sozialistische Stadt neu gegründet Dimitrowgrad und engagierte sich beim Aufbau der Stadt. Später war er dort als Journalist tätig.
In seinen Werken befasste er sich aus sozialistischem Blickwinkel insbesondere mit Aufbau und Industrialisierung Bulgariens. Er wurde posthum mit dem Dimitroffpreis ausgezeichnet. Das in Dimitrowgrad als historisches Haus Penjo Penew bestehende Museum gehört zur Reihe der 100 nationalen touristischen Objekte in Bulgarien.

## Werke (Auswahl)
- Guten Morgen, Leute!, 1956
- Wir aus dem 20. Jahrhundert, 1959